# ديف سميث (لاعب كرة قدم أمريكية أمريكي)
ديف سميث (بالإنجليزية: Dave Smith)‏ هو لاعب كرة قدم أمريكية أمريكي، ولد في 23 مارس 1937 في ميلواكي في الولايات المتحدة.

## وصلات خارجية
- ديف سميث على موقع مرجع كرة القدم المحترفة.كوم (الإنجليزية)